# Hamid-Majid Tajmuri
Hamid-Majid Tajmuri (3 giugno 1953) è un ex calciatore iraniano, di ruolo attaccante.